# Lexus LC
Lexus LC (レクサス・LC, Rekusasu LC) — автомобиль класса Gran Turismo, выпускаемый с марта 2017 года компанией Lexus, подразделением компании Toyota. Впервые был представлен на Североамериканском международном автосалоне в 2016 году. Пришёл на смену Lexus SC, выпускавшемуся в 2001—2010 годах. Является первой моделью компании Lexus на платформе GA-L на базе агрегатов Lexus LS. Обозначение LC расшифровывается как Luxury Coupe.

## История
С 2011 по 2016 год Lexus LC разрабатывался под индексом 950A. Концепт-кар был представлен в 2012 году на Североамериканском международном автосалоне. В январе 2013 года автомобиль был передан в Айти.
В январе 2016 года дебютировала серийная модель LC 500. Он оснащён 5,0-литровым двигателем 2UR-GSE (V8), который также устанавливается на RC F и GS F, но с мощностью 351 кВт (471 л. с.), который сочетается в паре с десятиступенчатой автоматической трансмиссией.
В феврале 2016 года на Женевском автосалоне был представлен гибридный автомобиль LC 500h. Он оснащён 3,5-литровым двигателем 8GR-FKS (V6), гибридной силовой установкой и литий-ионным аккумулятором с суммарной мощностью 264 кВт (354 л. с.) при 6600 об/мин и суммарным крутящим моментом 500 Н⋅м при 3000 об/мин.
Lexus LC выпускается в Тоёте, где также выпускался Lexus LFA. Серийно автомобиль выпускается с марта 2017 года, первый прототип был представлен 23 апреля 2017 года.
20 ноября 2019 года в Лос-Анджелесе был представлен кабриолет LC 500.

## Продажи
| Год  | Европа | США   |
| ---- | ------ | ----- |
| 2017 | 548    | 2,484 |
| 2018 | 810    | 1,979 |
| 2019 | 361    | 1,219 |
| 2020 | xxx    | 1,324 |
| 2021 | xxx    | 2,782 |
| 2024 | xxx    | xxx   |

## Галерея

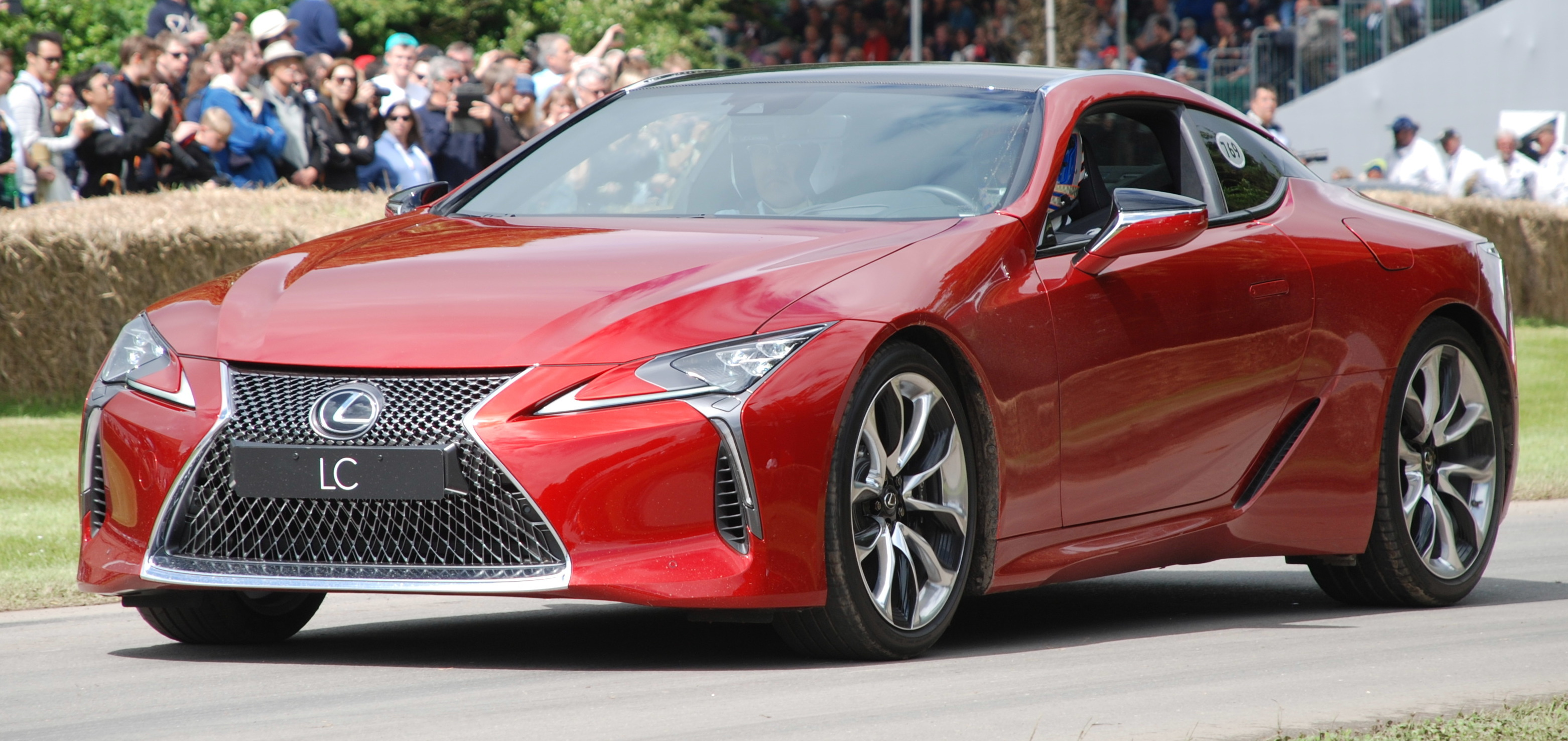
LC 500 (URZ100)
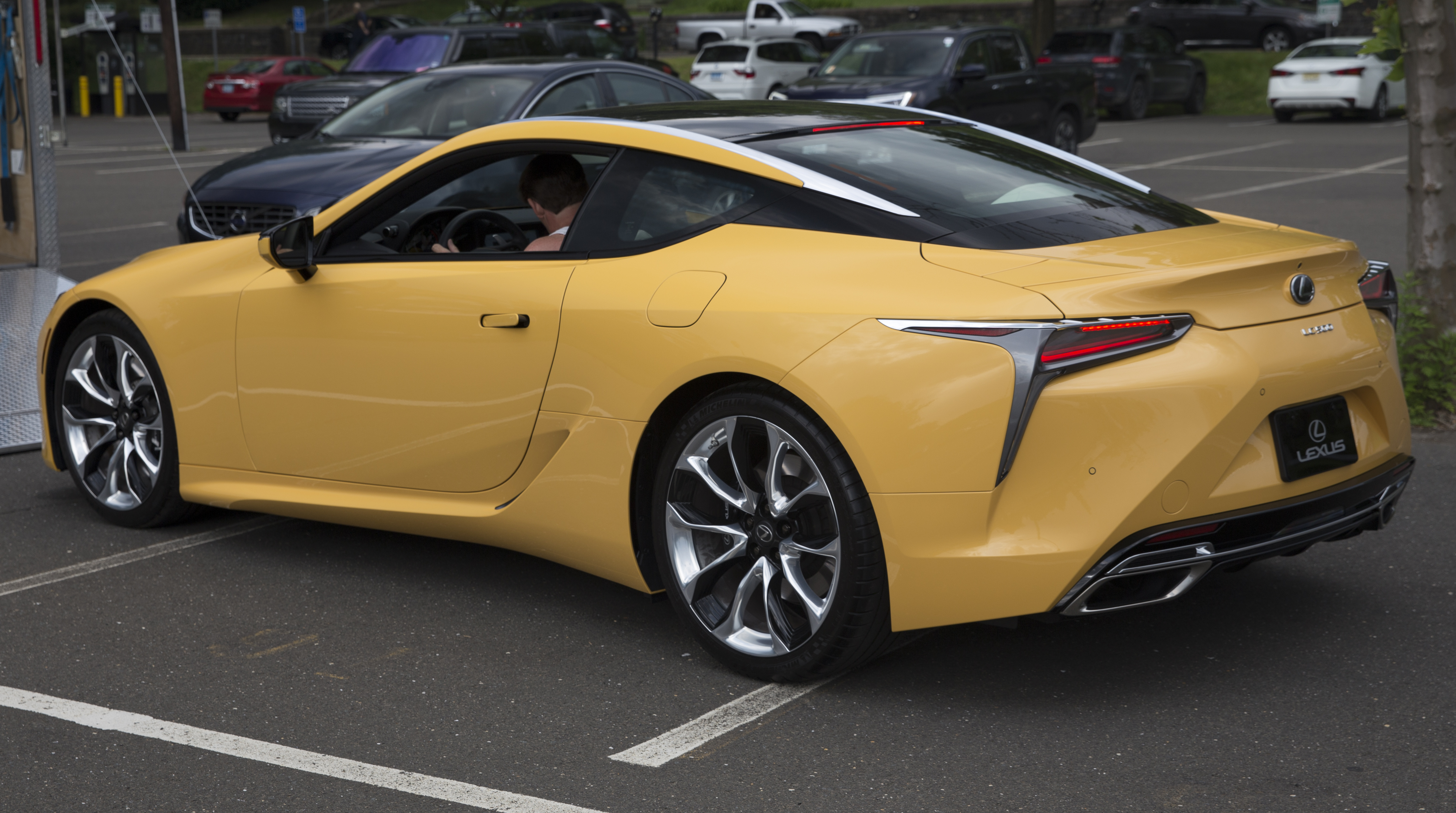
LC 500 (URZ100)
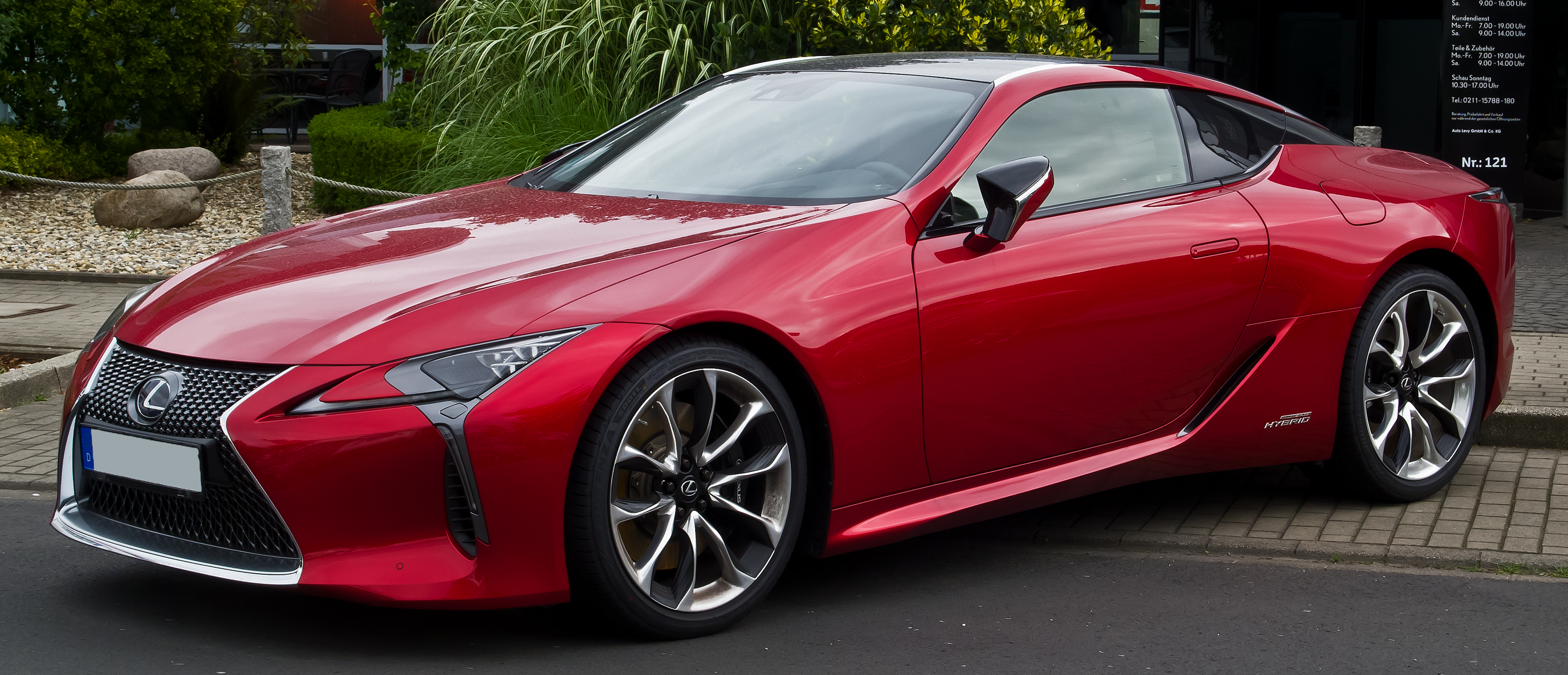
LC 500h (GWZ100)
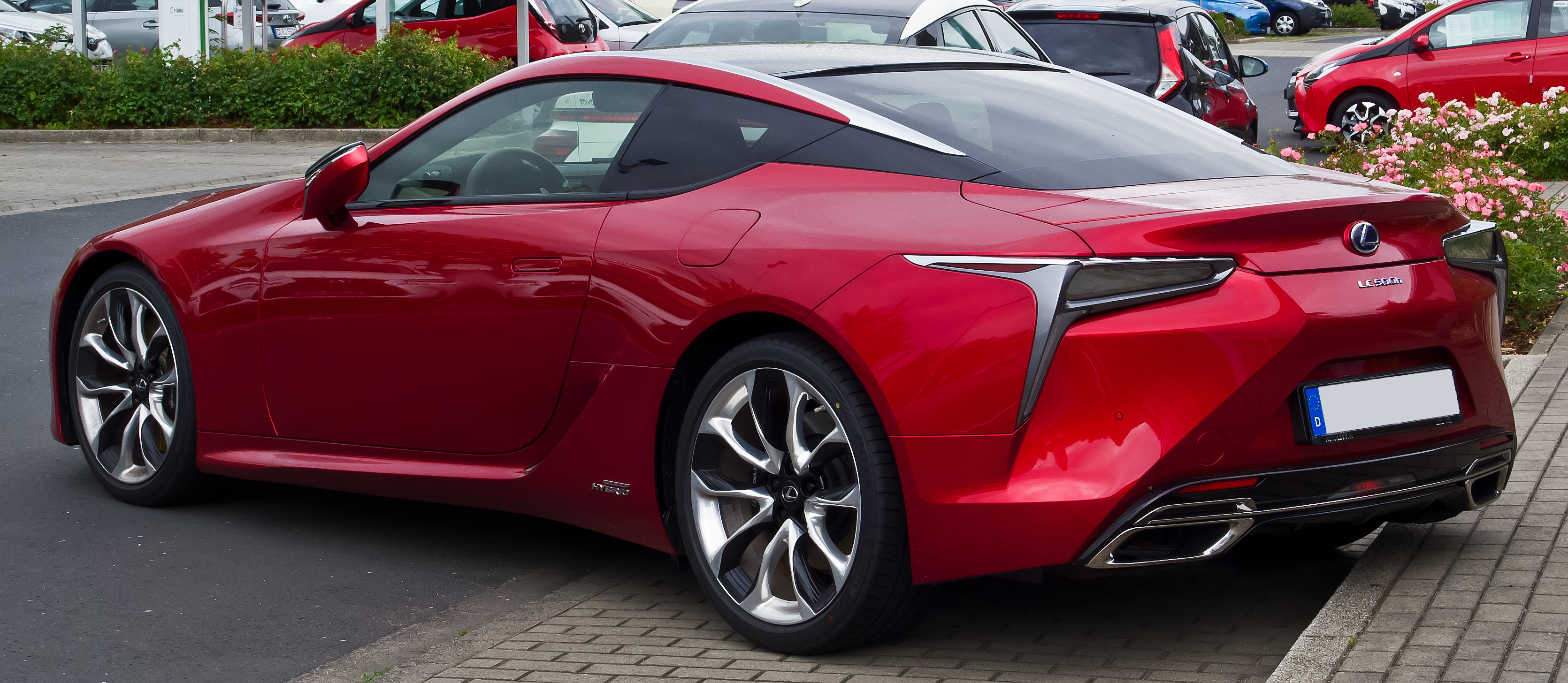
LC 500h (GWZ100)
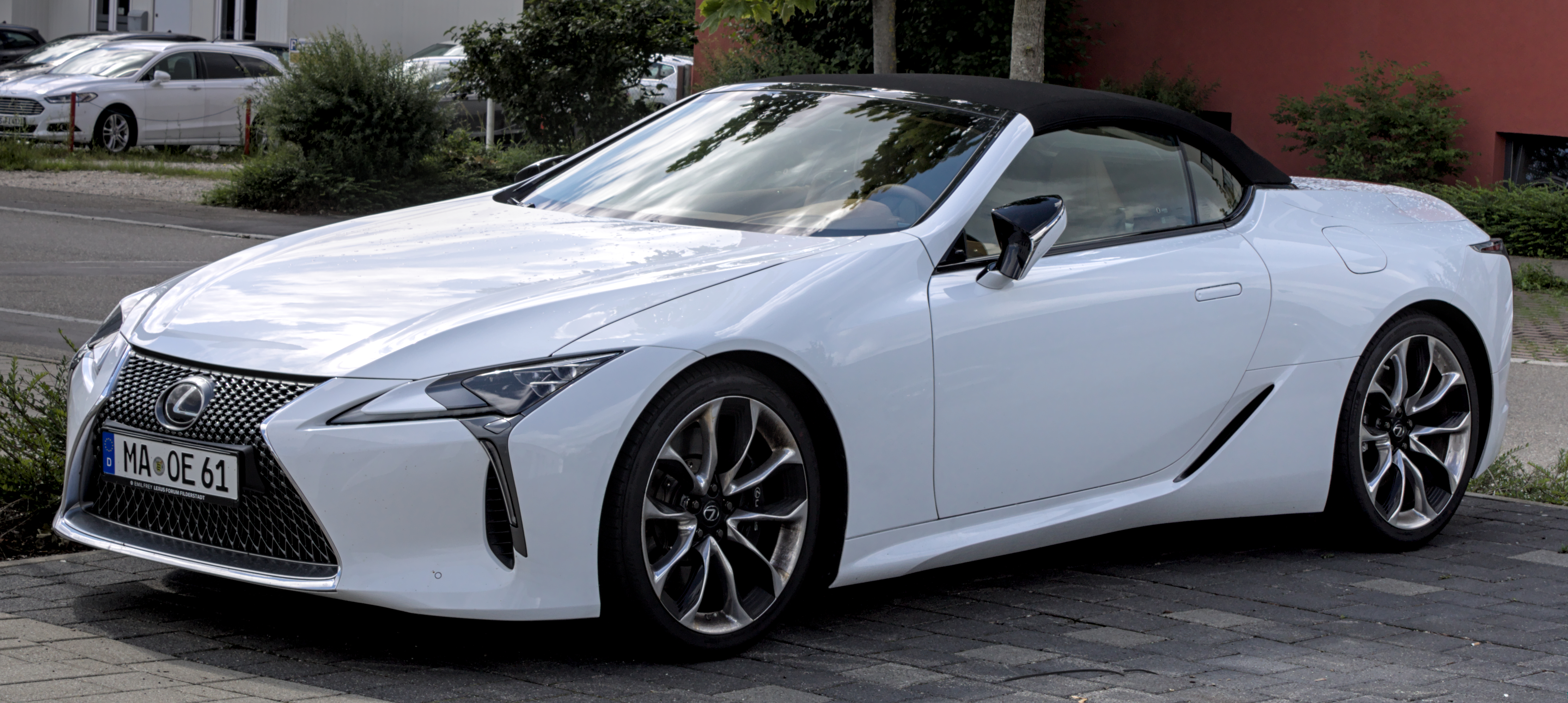
LC 500 (URZ100)
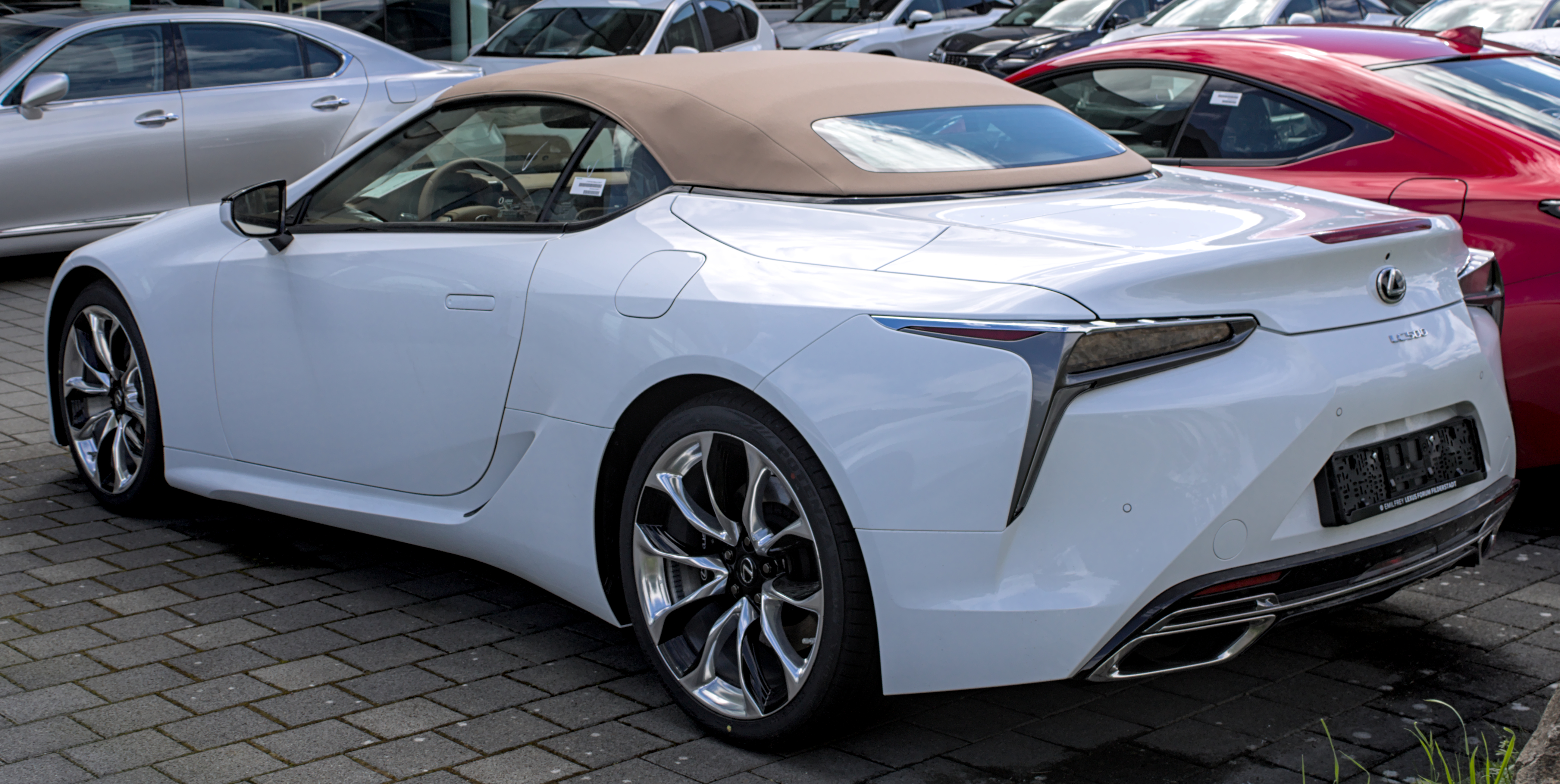
LC 500 (URZ100)
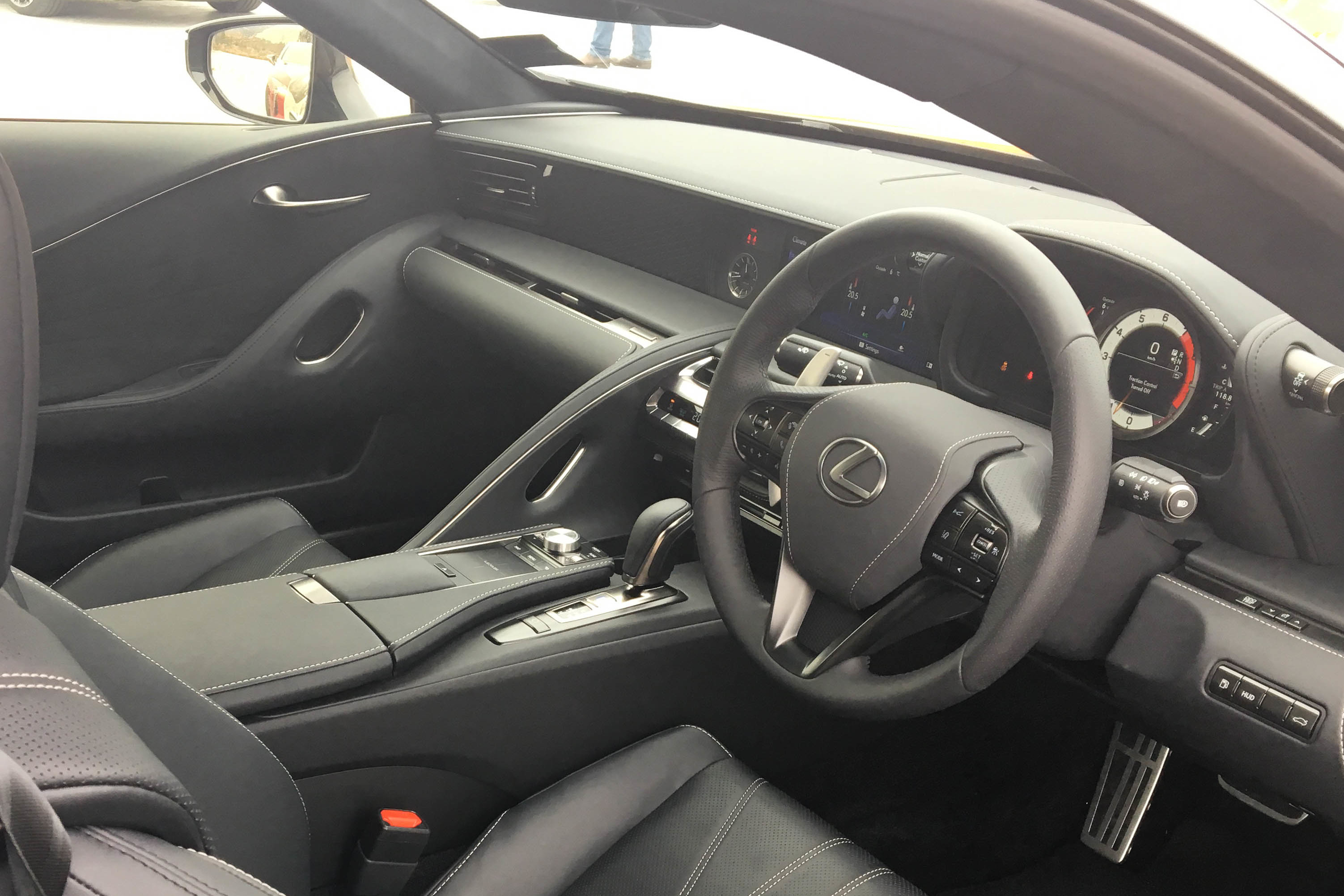
Интерьер
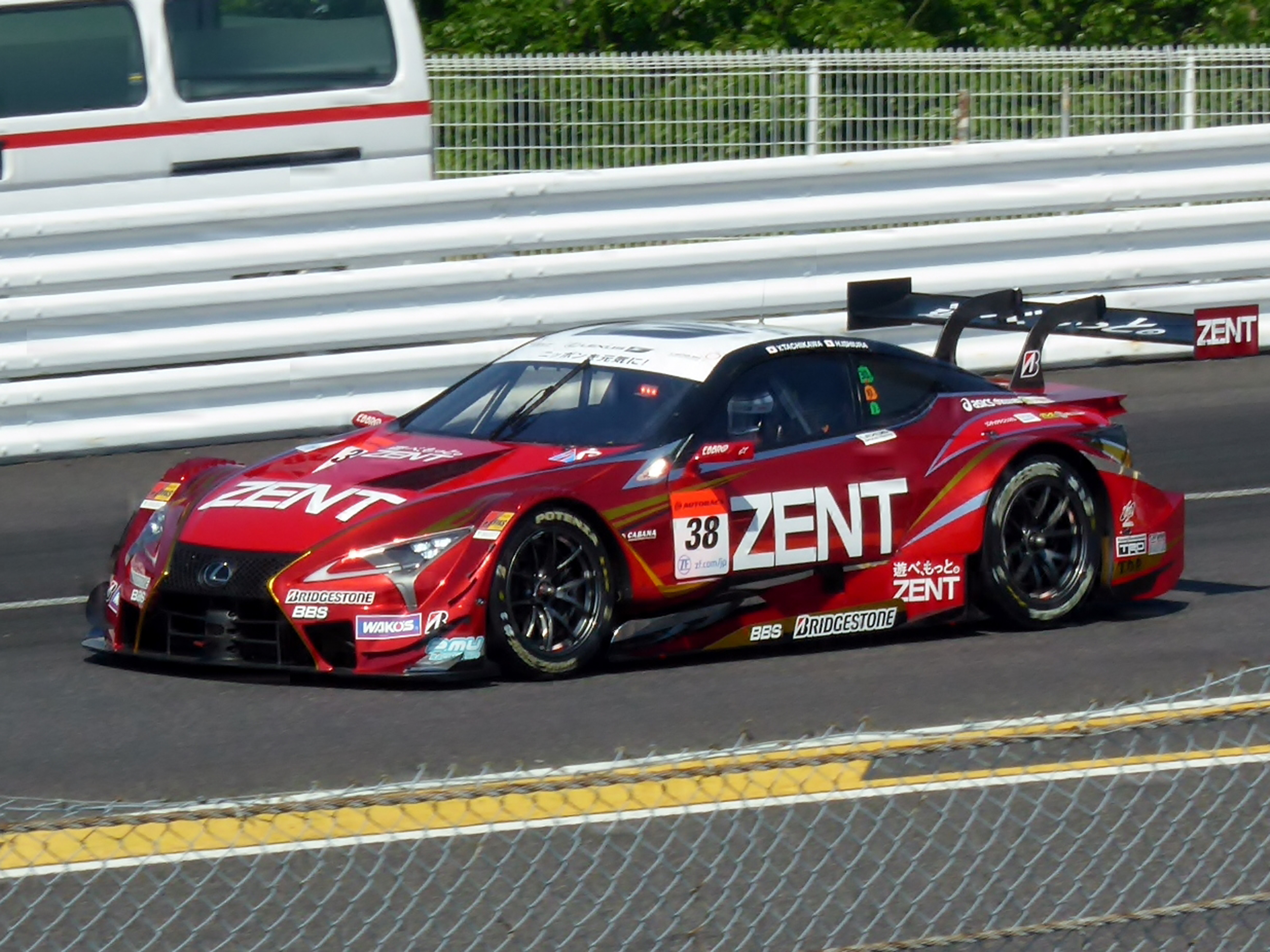
Lexus GT500
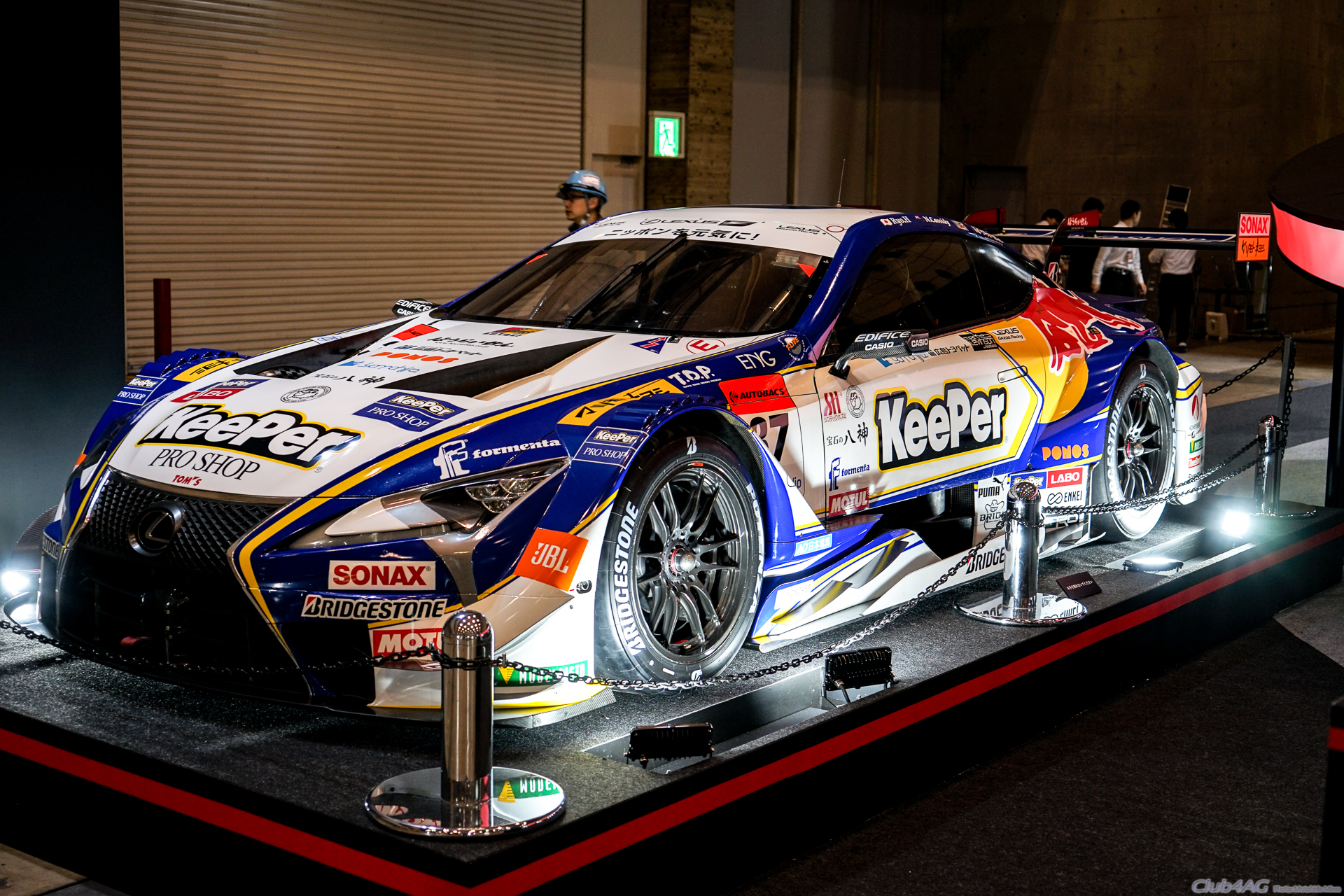
Lexus GT500 на Токийском автосалоне
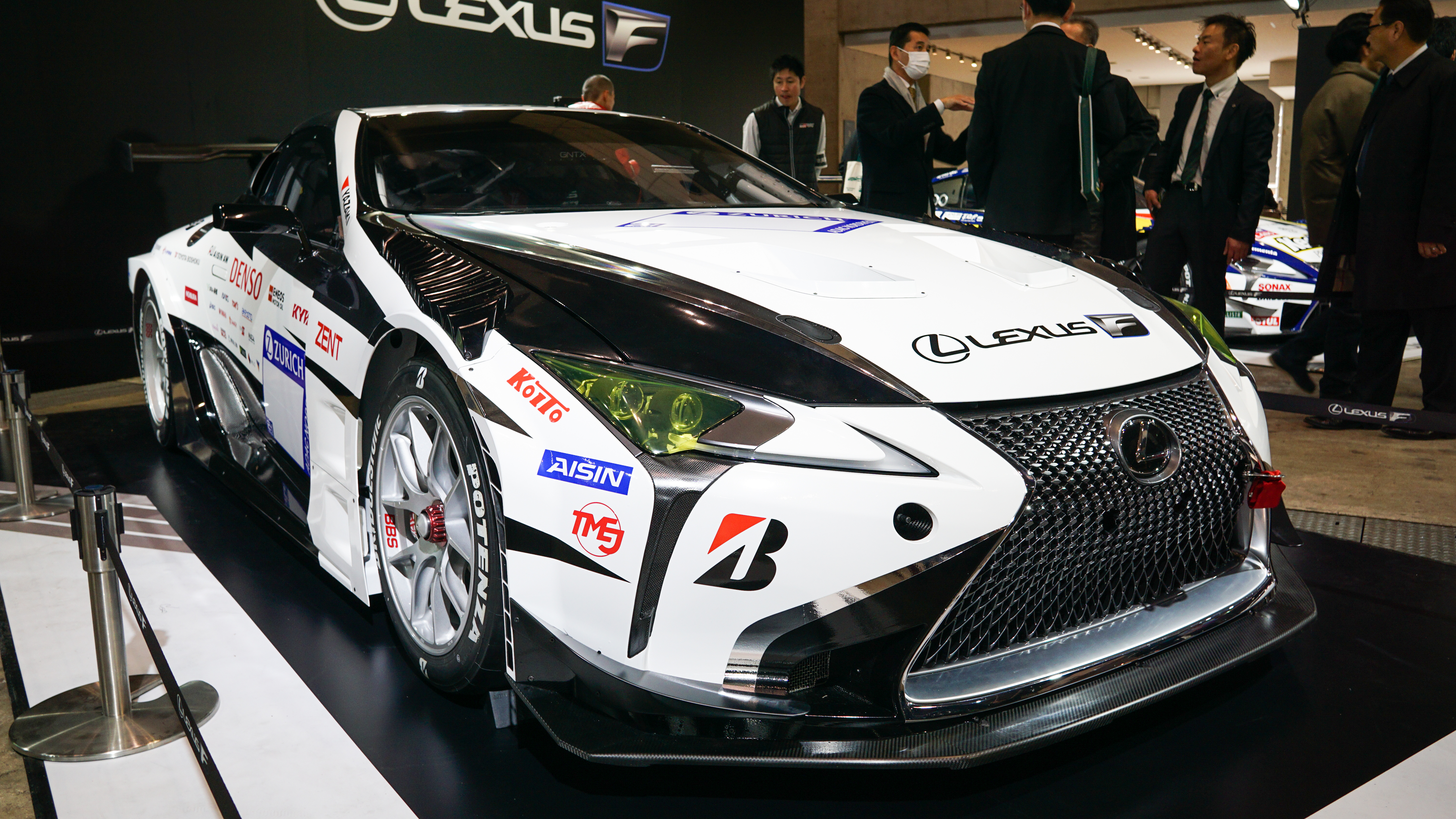
Lexus LC SP-PRO